# マック・デマルコ
マック・デマルコ（Mac DeMarco、1990年4月30日 - ）は、カナダ出身のシンガーソングライター、マルチ・インストゥルメンタリスト、プロデューサーである。過去にはメイクアウト・ヴィデオテープ (Makeout Videotape)という名義でも活動していた。これまでに4作のソロ・アルバム『2』(2012)、『Salad Days』(2014)、『This Old Dog』(2017)、『Here Comes the Cowboy』(2019) をリリース。お気に入りのアーティストにシャギー・オーティス (英語版)、スティーリー・ダン、ジョナサン・リッチマン、ウィーザー、細野晴臣らを挙げている。

## 来歴

### 1990–2008: 子供の頃と学歴
カナダはブリティッシュコロンビア州で生を受け、アルバータ州エドモントンで育った。高校時代、ジャンルの違う複数のバンドに入っていた。2008年にストラスコナ・ハイスクール卒業後、バッキングミュージシャンになった。その後バンクーバー (ブリティッシュコロンビア州)に移動した。

### 2009–2012: 初期作品と初ソロ・アルバム

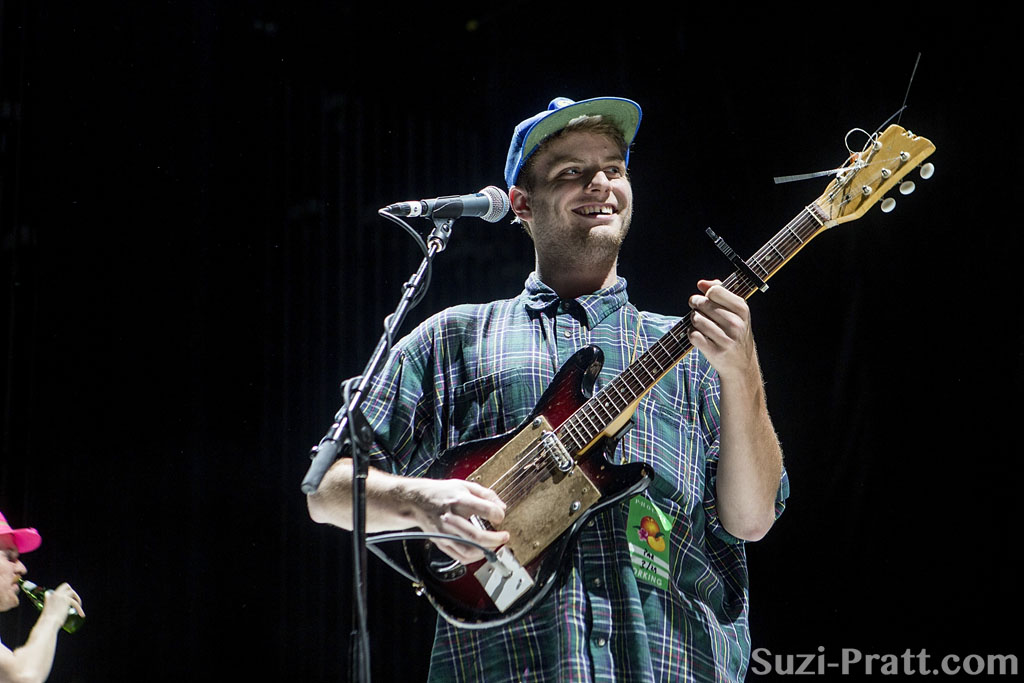
シアトルのParamount Theaterで演奏するマック・デマルコ（2013年）

バンクーバー (ブリティッシュコロンビア州)のキラーニーに住んでいたデマルコは、2009年に自身のセルフ・プロデュースアルバム『Heat Wave』をリリース。自主制作作品ながら500組を売り上げた。同年、Unfamiliar Recordsと契約を結び、バンクーバーのバンドであるジャパンドロイズと共にツアーに出た。2011年にモントリオールに移動してソロ・アーティストとしての活動を開始した。ミュージシャンとしての仕事が見つからず、医療実験と、工事現場での仕事でお金を稼いだ。2012年1月9日にCaptured Tracksがデマルコとの契約を発表した。2012年3月、LP『Rock and Roll Night Club』をリリース。『Rock and Roll Night Club』はレーベルの期待に応え、次のフル・アルバムの制作に同意した。『2』は2012年10月にリリースされ、評論家から高い評価を受けPitchforkで「Best New Music」を獲得した。アルバムからの曲「Moving Like Mike」はターゲットのコマーシャルに起用された。

### 2014–2015: 『Salad Days』

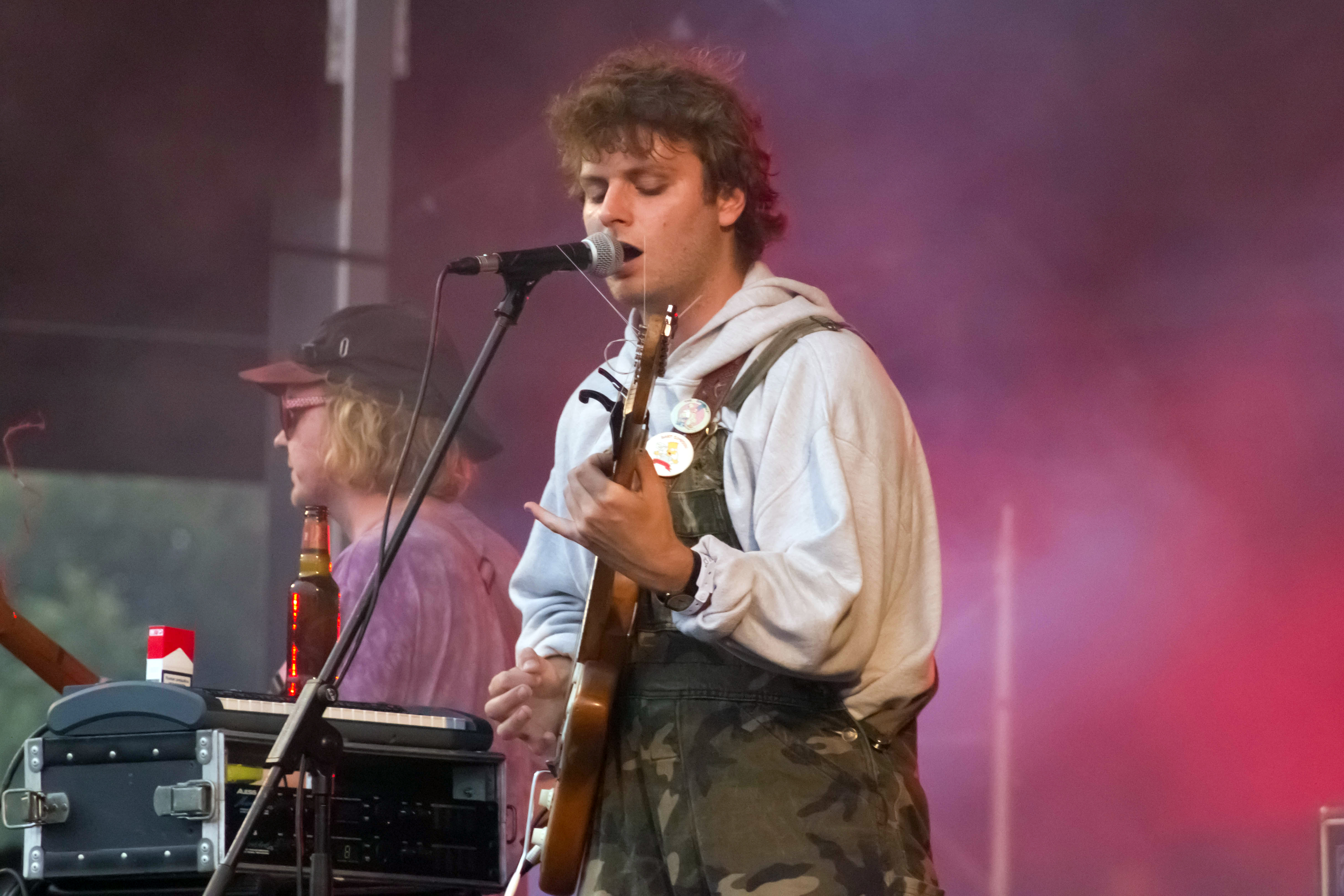
Primavera Soundで演奏するマック・デマルコ（2015年）

2014年1月21日、デマルコのセカンド・アルバム『Salad Days』を発表と共にリード・シングルの「Passing Out Pieces」をリリース。レコードは2014年4月1日にリリースされ、またもやPitchforkで「Best New Music」を獲得した。
2015年3月30日、Late Night with Conan O'Brien(英語版)で初めてのトークショーに出演。同年4月22日に次のアルバムの『Another One』を発表。アルバムは2015年8月7日にリリースされた。
2015年7月8日、デマルコは9曲を含むインストルメンタルアルバム『Some Other Ones』をリリース。その夜、デマルコはニューヨークでファンのために『Another One』のリスニングパーティーを主催し、食材を寄付してくれるファンにバーベキューを提供した。

### 2017–2018: 『This Old Dog』

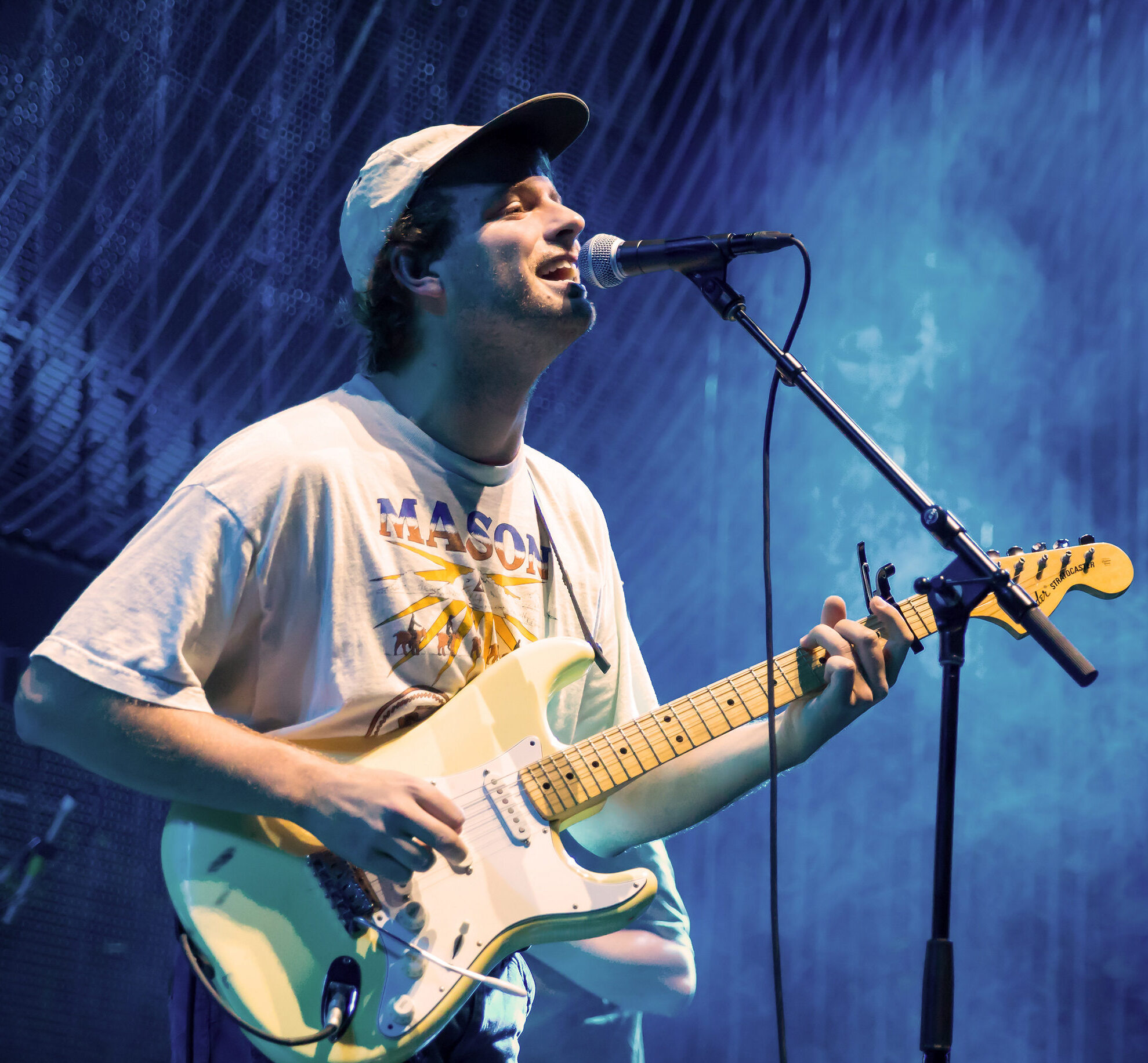
Austin City Limitsで演奏するマック・デマルコ（2017年）

2017年1月31日、3作目となるアルバム『This Old Dog』を発表した。同じ日にアルバムからシングル2曲をリリースした。『This Old Dog』は2017年5月5日にリリースされた。
2017年2月23日、YouTube人気番組の「Hot Ones」に出演。
2017年10月10日、テレビ番組のCharlie Roseに出演し、新アルバムや父親との関係のことを語った。「This Old Dog」と「Still Together」のアコースティック・バージョンを披露。
2018年4月8日、FishCenter Liveに出演し、Max Simonetとのインタビュー。
2018年、細野晴臣の「Honey Moon」のカバーをリリース。

### 2019–現在: 『Here Comes the Cowboy』

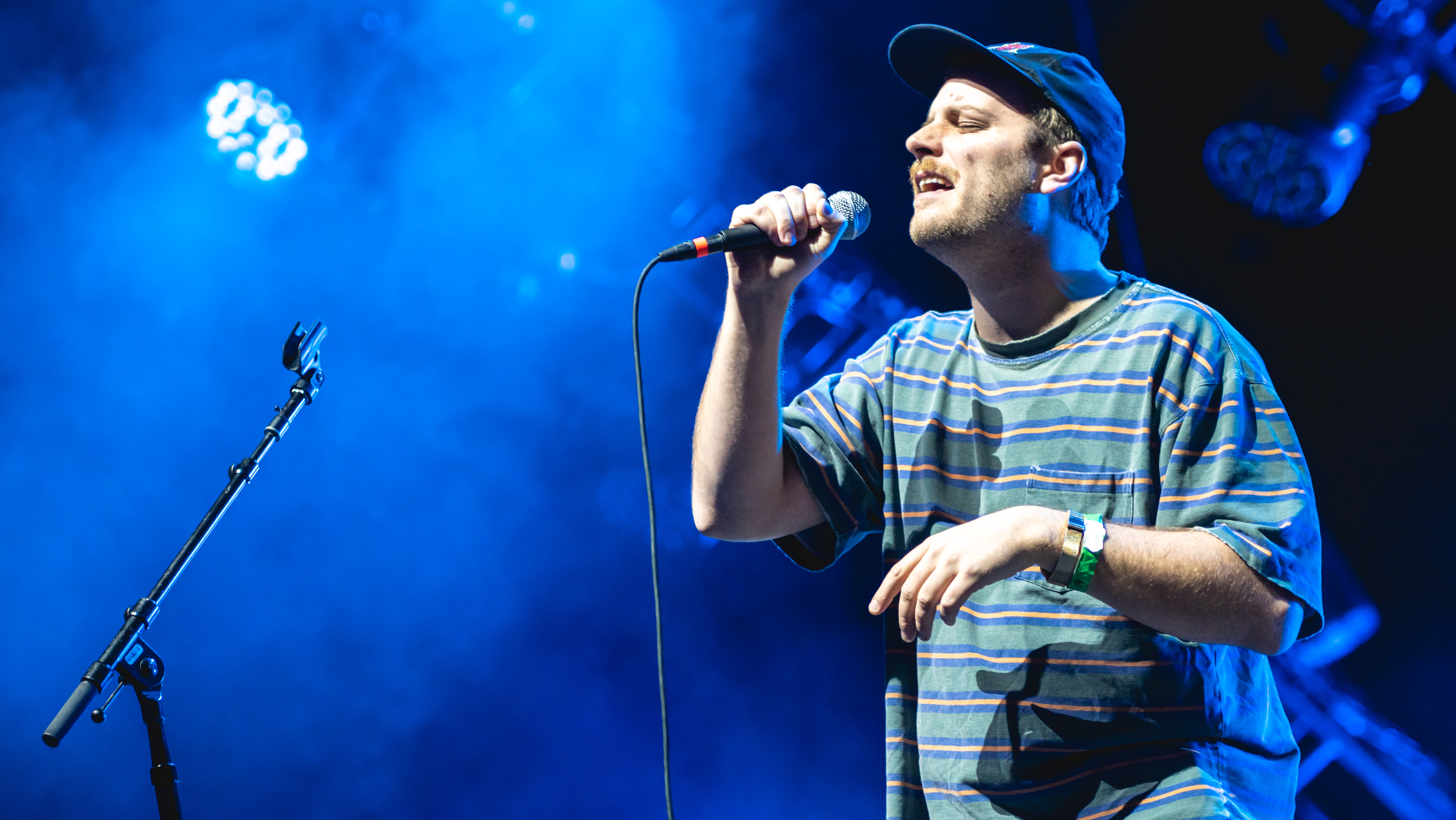
ブルックリンで演奏するマック・デマルコ（2019年）

2019年3月5日、4作目となる『Here Comes the Cowboy』を発表し、シングル「Nobody」をリリース。アルバムは2019年5月10日に、デマルコ自身のレーベル、Mac's Record Labelからリリース。デマルコのアルバム『Here Comes the Cowboy』は、Mitskiの2018年アルバム『Be the Cowboy』とタイトルが似ている上、「Nobody」というシングルもあることから疑惑が浮上した。Pitchforkによると、デマルコは「Mitskiのアルバムは聞いたことがなく、自身のアルバムが決まってから知った」と述べた。Mitskiは疑惑に対しツイッターで「マックと私はただ無意識に同じ考えがあっただけに違いない」と投稿した。『Here Comes the Cowboy』の賛否両論の評価を受けた。
2019年6月3日、USツアー中の細野晴臣のロサンゼルス公演にてマック・デマルコがゲスト出演し、「Honey Moon」で共演を果たす。その場面は、2019年公開の日本のドキュメンタリー映画『NO SMOKING』にも収録されている。
2020年4月に来日公演を予定していたが、新型コロナウイルスの流行のため中止となった。

## ディスコグラフィ

### アルバム
- 2 (2012年)
- Salad Days (2014年)
- This Old Dog (2017年)
- Here Comes the Cowboy (2019年)
- Five Easy Hot Dogs (2023年)
- One Wayne G (2023年)

### EP
- Rock and Roll Night Club (2012年)
- Another One (2015年)

## 来日公演
- 2015年
  - 1月15日 東京　代官山UNIT
  - 1月16日 大阪 心斎橋SUNHALL
- 2018年

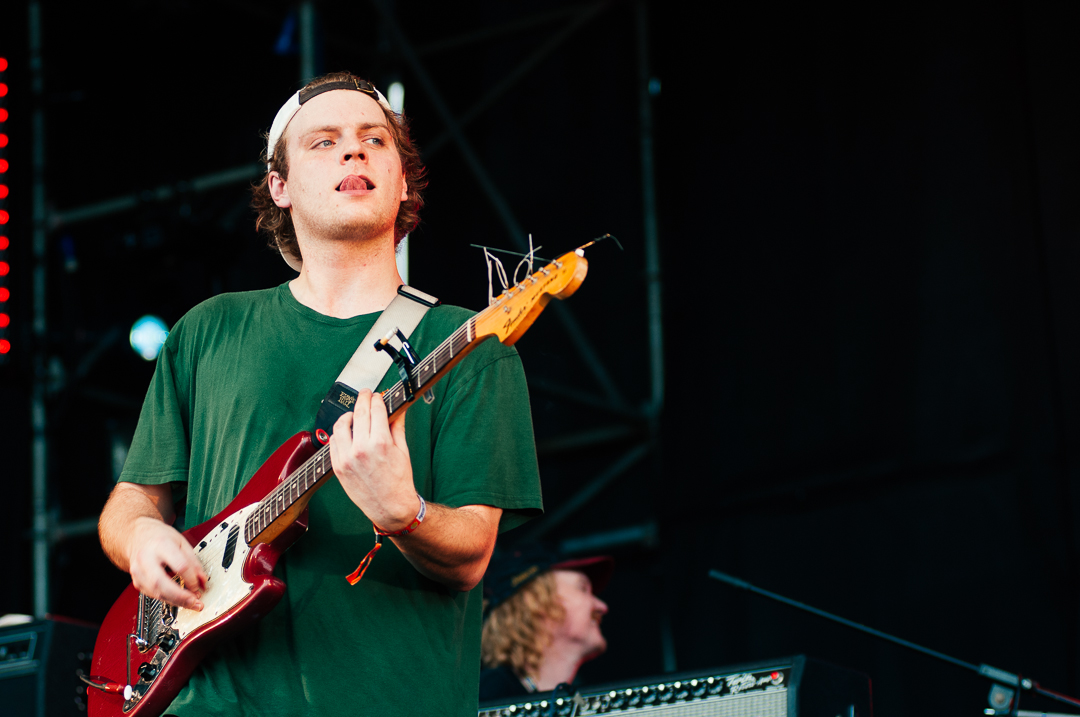
ライブで演奏するマック・デマルコ（2015年）

  - 1月22日 東京　恵比寿 LIQUIDROOM
  - 1月23日 大阪 Umeda CLUB QUATTRO
  - 7月28日 新潟 苗場スキー場 - Fuji Rock Festival